# Lena Stojković
Lena Stojković (ur. 3 stycznia 2002 w Splicie) – chorwacka zawodniczka taekwondo, medalistka olimpijska z Paryża (2024).

## Życiorys
Urodziła się 3 stycznia 2002 roku w Splicie. W 2022 i 2023 roku zdobywała złote medale mistrzostw świata w taekwondo w kategorii do 46 kilogramów. 
W 2024 roku w barwach Chorwacji wzięła udział w Letnich Igrzyskach Olimpijskich 2024, gdzie w rywalizacji zawodniczek taekwondo do 49 kilogramów uległa w półfinale Panipak Wongpattanakit z Tajlandii, a w pojedynku o brązowy medal pokonała Merve Dinçel z Turcji.